# Europa (webportaal)
Europa (soms gekapitaliseerd EUROPA) is de officiële portaalsite van de Europese Unie. Het is bedoeld om de interactie van het publiek met de instellingen van de Europese Unie te verbeteren door het snel doorsturen van bezoekers van de website naar de diensten of informatie waarnaar ze op zoek zijn. Europa linkt naar alle agentschappen en instellingen van de Europese Unie in aanvulling op persberichten en audiovisuele inhoud van de persconferenties. Europa is ook een paraplu voor alle websites van de Europese Unie in de zin dat alle agentschappen en instellingen hun respectieve naam of initialen neerzetten als het subdomein, gevolgd door het second-level-domein .europa.eu ; bijvoorbeeld, het adres van het Instituut voor veiligheidsstudies is iss.europa.eu.

## Talen
Alle wetgeving en documenten van politiek belang worden gepubliceerd in alle 24 officiële EU-talen: Bulgaars, Deens, Duits, Engels, Estisch, Fins, Frans, Grieks, Hongaars, Iers, Italiaans, Kroatisch,
Lets, Litouws, Maltees, Nederlands, Pools, Portugees, Roemeens, Slowaaks, Sloveens, Spaans, Tsjechisch en Zweeds. Documenten die niet juridisch bindend zijn worden meestal alleen gepubliceerd in het Engels, Frans en Duits.